# Szeptember 25.
Szeptember 25. az év 268. (szökőévben 269.) napja a Gergely-naptár szerint. Az évből még 97 nap van hátra.
Névnapok: Eufrozina, Kende + Cézár, Kleofás, Kleon, Klió, Kund, Miklós, Mikolt, Nikol, Nikolasz, Nikolett, Nikoletta, Rika, Rikarda, Solymár, Sólyom

## Események
- 1493 – Kolumbusz Kristóf elindul második útjára az "Új Világ" felé.
- 1513 – Vasco Núñez de Balboa, spanyol felfedező, első európaiként, megpillantja a Csendes-óceánt.
- 1555 – Az augsburgi vallásbéke. Hivatalosan elismerik az evangélikusok egyenjogúságát a Német-római Birodalomban, lezárulnak a reformáció korának vallásháborúi.
- 1646 – Draskovics János horvát bánt – 120 szavazattal – nádorrá választják.
- 1676 – A Greenwichi Királyi Obszervatóriumban két pontos órát helyeznek üzembe.
- 1890 - Kaliforniában az óriás mamutfenyők védelme érdekében megalapítják a Sequoia Nemzeti Parkot.
- 1904 – Apponyi Albert gróf és Theodore Roosevelt elnök találkozója az Egyesült Államokban.
- 1911 – Olaszország, gyarmati követelései miatt hadat üzen az Oszmán Birodalomnak.
- 1913 – Szerbia kivonul Albániából.
- 1925 – A Telefonhírmondó Rt. kísérleti programja.
- 1926 – Henry Ford bevezeti a napi 8 órás és heti ötnapos munkaidőt.
- 1931 – Budapesten, a Royal moziban levetítik az első magyar hangosfilmet, „A kék bálvány”-t.
- 1956 – Üzembe lép az első transzatlanti telefonkábel.
- 1979 – Bemutatják a Broadwayen az „Evita” című musicalt, Tim Rice és Andrew Lloyd Webber szerzeményét.
- 1988 – Több erdélyi magyar menedékjogot kér a szófiai magyar nagykövetségen, hogy Magyarországra juthassanak.
- 1990 – A Biztonsági Tanács Irak légi embargója mellett dönt.
- 1990 – Közzéteszik „A nemzeti megújhodás programja, A Köztársaság első három éve” c. kormányprogramot, az MDF-Kisgazdapárt közös programját.
- 1992 – Átadják a forgalomnak a Rajna–Majna–Duna-csatornát, amely a világ leghosszabb belvízi útja.
- 1997 – Ítéletet hirdet a hágai Nemzetközi Bíróság  a bős–nagymarosi vízlépcsőrendszer ügyében. Ezek szerint az 1977-es szerződés érvényes. Jogtalan volt Magyarország részéről az építkezés leállítása, Szlovákia részéről pedig a „C” variáns megépítése (a Duna elterelése).
- 2003 – A Richter-skála szerint 8-as erősségű földrengés Hokkaidó szigetén (Japán).
- 2005 – Lengyelországban a jobboldali konzervatív Jog és Igazságosság Párt (PiS) nyeri a parlamenti választást a jobboldali liberális Polgári Platform (PO) előtt.[1]
- 2007 – Budapesten, a szlovák nagykövetség előtt – a Beneš-dekrétumok megerősítése elleni tüntetésen – megtámadják és majdnem megverik a szlovák köztelevízió munkatársait.
- 2007 – Az ENSZ Biztonsági Tanácsa elfogadja az 1778. számú határozatot, amely jóváhagyja, hogy Kelet-Csádban és a Közép-afrikai Köztársaság északkeleti részén alakítsanak ki többdimenziós jelenlétet.
- 2008 – Megnyílik a Gustave Flaubert híd, Európa leghosszabb és legmagasabb mozgóhídja.
- 2013 – A soroksári Szigetdűlőn lévő kerékpárúton kocogás közben nemi erőszak, majd gyilkosság áldozata lett egy 36 éves családanya, Kardosné Gyurik Krisztina.
- 2020 - Nyugat-Togo ezen a napon deklarálta magát függetlennek.

## Sportesemények
Formula–1
- 1982 –  Las Vegas-i nagydíj, Caesar's Palace - Győztes: Michele Alboreto  (Tyrrell Ford)
- 1983 –  európai nagydíj, Brands Hatch - Győztes: Nelson Piquet (Brabham  BMW Turbo)
- 1988 –  portugál nagydíj, Estoril - Győztes: Alain Prost  (McLaren Honda Turbo)
- 1994 –  portugál nagydíj, Estoril - Győztes: Damon Hill  (Williams Renault)
- 2005 –  brazil nagydíj, Interlagos - Győztes: Juan Pablo Montoya  (McLaren Mercedes)
- 2011 –  szingapúri nagydíj, Singapore Street Circuit - Győztes: Sebastian Vettel  (Red Bull-Renault)

## Születések
- 1613 – Claude Perrault francia műépítész († 1688)
- 1657 – Thököly Imre erdélyi fejedelem († 1705)
- 1765 – Michał Kleofas Ogiński lengyel zeneszerző, diplomata és politikus († 1833)
- 1791 – id. Markó Károly magyar festőművész, a magyar tájképfestészet iskolateremtő mestere († 1860)
- 1876 – Ódry Árpád magyar színész, rendező, a Színművészeti Akadémia igazgatója († 1937)
- 1894 – Nizsalovszky Endre jogtudós, akadémikus († 1976)
- 1897
  - William Faulkner Nobel-díjas amerikai író († 1962)
  - Joachim József magyar festőművész, szobrász († 1954)
- 1902 – Takács Jenő magyar zeneszerző, zongoraművész, népzenekutató, tanár († 2005)
- 1906 – Dmitrij Dmitrijevics Sosztakovics orosz zeneszerző († 1975)
- 1908 – Eugen Suchon zeneszerző († 1993)
- 1909 – Sztehlo Gábor evangélikus lelkész, a Gaudiopolis alapítója († 1974)
- 1913 – Hajnóczy Lívia magyar színésznő, bemondó († 2003)
- 1916 – Körmendy László a Magyar Rádió Kazinczy-díjas főbemondója, műsorvezető († 1990)
- 1919 – Faggyas Jenő magyar tsz-elnök, politikus, országgyűlési képviselő († 1980)
- 1920 – Szergej Bondarcsuk orosz színész, filmrendező († 1994)
- 1921 – Kárpáthy Zoltán magyar színész († 1967)
- 1922 – Bába Mihály magyar író, műfordító, újságíró († 2001)
- 1927 – Sir Colin Davis angol karmester († 2013)
- 1930 – Simion Pop román író, újságíró, diplomata († 2008)
- 1932 – Glenn Gould kanadai zongoraművész († 1982)
- 1938 – Neville Lederle dél-afrikai autóversenyző († 2019)
- 1938 – Kökény Ágnes Ybl Miklós-díjas magyar építész
- 1941 – Pártay Lilla Kossuth-díjas magyar táncművész, koreográfus, a nemzet művésze
- 1942 – Henri Pescarolo (Henri-Jacques William Pescarolo) francia autóversenyző
- 1943 – Csomós Mari Kossuth- és Jászai Mari-díjas magyar színművésznő, érdemes művész, a a nemzet színésze († 2023)
- 1944 – Michael Douglas Oscar-díjas amerikai színész
- 1947 – Kiss Irén magyar író, költő, drámaíró
- 1949 – Pedro Almodóvar spanyol filmrendező
- 1951 – Mark Hamill amerikai színész
- 1952 – Christopher Reeve amerikai színész („Superman” alakítója) († 2004)
- 1954 – Pesthy Mónika egyetemi tanár, vallástudós, ókeresztény és apokrif iratok kutatója, az ógörög, a szír és az etióp nyelv szakértője
- 1961 – Heather Locklear amerikai színésznő
- 1962 – Aida Turturro amerikai színésznő
- 1962 – Andódy Olga magyar színésznő
- 1962 – Rékasi Károly magyar színész
- 1968 – Will Smith Oscar-díjas amerikai színész, énekes
- 1969 – Catherine Zeta-Jones Oscar-díjas walesi–amerikai színésznő
- 1973 – Gyurin Zsolt magyar színész
- 1974 – Cser-Palkovics András magyar politikus (Fidesz–KDNP), Székesfehérvár polgármestere
- 1976 – Nagy Ervin Jászai Mari-díjas magyar színész
- 1977 – Kabát Péter magyar labdarúgó
- 1978 – Gashaw Asfaw etióp atléta
- 1979 – Halmosi Péter magyar labdarúgó, a Hull City AFC játékosa
- 1980 – T.I. amerikai rapper
- 1983 – Varga Dániel magyar olimpiai és világbajnok vízilabdázó
- 1984 – Teodora Postic szlovén műkorcsolyázónő
- 1990 – Aszada Mao japán műkorcsolyázónő
- 1991 – Alessandro Crescenzi, olasz labdarúgó
- 1992 – Matusek Attila magyar színész
- 1993 – Hajdu Tibor Junior Prima-díjas magyar színész

## Halálozások
- 1534 – VII. Kelemen pápa (* 1478)
- 1561 – Bajazid herceg (* 1525)
- 1602 – Caspar Peucer német tudós (* 1525)
- 1843 – Bartosságh József nyugalmazott jószágigazgató (* 1782)
- 1849 – id. Johann Strauss osztrák hegedűművész, zeneszerző, karmester, zenekarvezető (* 1804)
- 1862 – Koháry Mária Antónia az első magyar zeneszerzőnő, II. Ferdinánd portugál király édesanyja (* 1797)
- 1907 – Kőváry László erdélyi magyar író, akadémikus (* 1819)
- 1910 – Oskar Boettger német zoológus (* 1844)
- 1914 – Theodore Nicholas Gill amerikai ichthyológus, mammalógus és könyvtáros a puhatestűek kutatója (* 1837)
- 1926 – Kunz Jenő jogfilozófus, szociológus, az MTA tagja (* 1844)
- 1967 – Stanisław Sosabowski lengyel tábornok a második világháborúban (* 1892)
- 1970 – Erich Maria Remarque német író (* 1898)
- 1977 – Peter Staechelin (Peter Gregor Staechelin) svájci autóversenyző (* 1922)
- 1978 – Antal István zongoraművész (* 1909)
- 1979 – Ignácz Rózsa magyar író, műfordító (* 1909)
- 1979 – Tapio Rautavaara, finn énekes, sportoló, filmszínész (* 1915)
- 1980 – John Bonham a Led Zeppelin együttes dobosa (* 1948)
- 1981 – Balázs Samu Kossuth-díjas magyar színész (* 1906)
- 1983 – III. Lipót Belgium negyedik királya, (felesége Asztrid svéd hercegnő) (* 1901)
- 1984 – Dabrónaki Gyula magyar politikus, élelmezésügyi miniszterhelyettes (* 1916)
- 1989 – Gajdócsi István jogász, gazdálkodó, politikus (* 1924)
- 1989 – George Tichenor (George A. Tichenor) amerikai autóversenyző (* 1920)
- 1989 – Lehel György Kossuth-díjas karmester (* 1926)
- 2004 – Dunai Imre gazdaságpolitikus (* 1939)
- 2006 – Szentgyörgyi Kornél, Munkácsy- és Kossuth-díjas festőművész (* 1916)
- 2007 – Gaál István Kossuth-díjas magyar filmrendező (* 1933)
- 2009 – Bujtor István magyar színművész, filmrendező, forgatókönyvíró, vitorlásversenyző (* 1942)
- 2011 – Kenderesi Tibor magyar színész (* 1920)
- 2014 – Lengyel Loránd lutheránus teológiai író (* 1921)
- 2023 – David McCallum skót színész (* 1933)
- 2024 – Szabados Tamás magyar operatőr, rendező (* 1935)

## Nemzeti ünnepek
- Mozambik: a fegyveres erők napja
- Ruanda: Kamarampaka napja (népszavazás 1961-ben)